# Bestekcassette

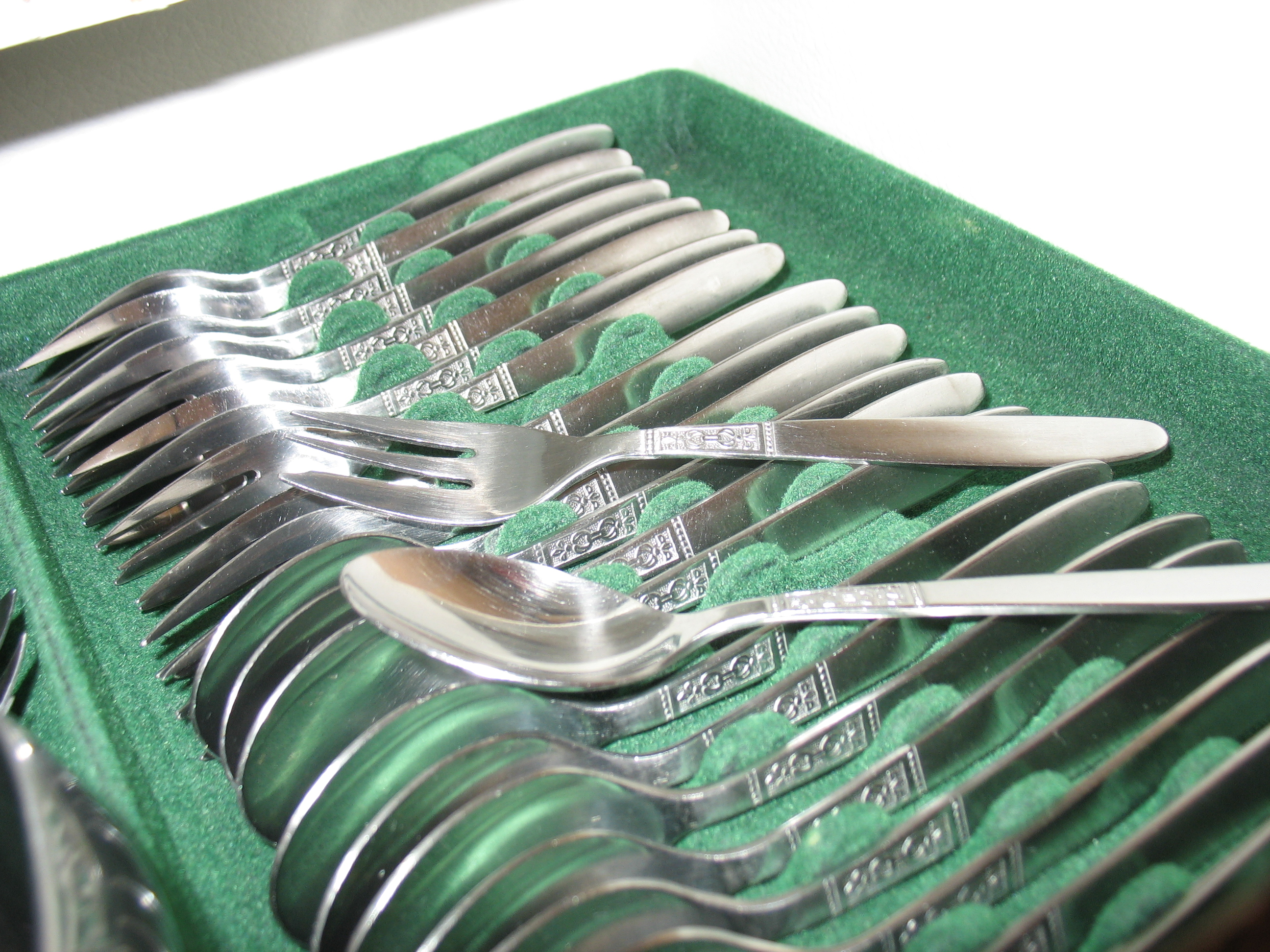
bestekcassette met lepels en vorken

Een bestekcassette is een doos die in de winkel wordt gekocht, met daarin het gehele bestek dat nodig is voor een huishouden. In Europa worden in verband met tafelbestek verschillende begrippen gebruikt. Zo zijn er verschillende samenstellingen voor een bestekcassette.
Onderstaande samenstellingen worden in Nederland gehanteerd, hierop zijn diverse variaties mogelijk. Vaak is een bestekgarnituur ofwel bestekcassette vanaf nul samen te stellen, zeker in de hogere prijsklassen.
Bestekgarnituur 24-delig:
- 6 tafellepels
- 6 tafelvorken
- 6 tafelmessen
- 6 koffielepels

Bestekgarnituur 79-delig:
- 12 tafelmessen
- 12 tafellepels
- 12 tafelvorken
- 12 dessertmessen
- 12 koffielepels
- 12 taartvorkjes
- 1 pollepel
- 2 groentelepels
- 1 sauslepel
- 1 sladienlepel
- 1 sladienvork
- 1 taartschep

Bestekgarnituur 103-delig:
als 79-delig, aangevuld met 12 dessertlepels en 12 dessertvorken
Bestekgarnituur 127-delig:
als 103-delig, aangevuld met 12 visvorken en 12 vismessen.
In de horeca zijn artikelen als sladienlepels en een soepdienlepel (ook wel: pollepel) vaak niet leverbaar.